# لوجان سارجنت
لوجان سارجنت (بالإنجليزية: Logan Sargeant)‏ مواليد 31 ديسمبر 2000 في فورت لودرديل في ولاية فلوريدا، الولايات المتحدة، هو سائق فورملا 1 أمريكي في فريق ويليامز إف ون. 

## سباقات شارك فيها
- بطولة فورمولا 2

## وصلات خارجية
- لوجان سارجنت على موقع DriverDB.com (الإنجليزية)